# Iglesia de San Ildefonso (Putre)

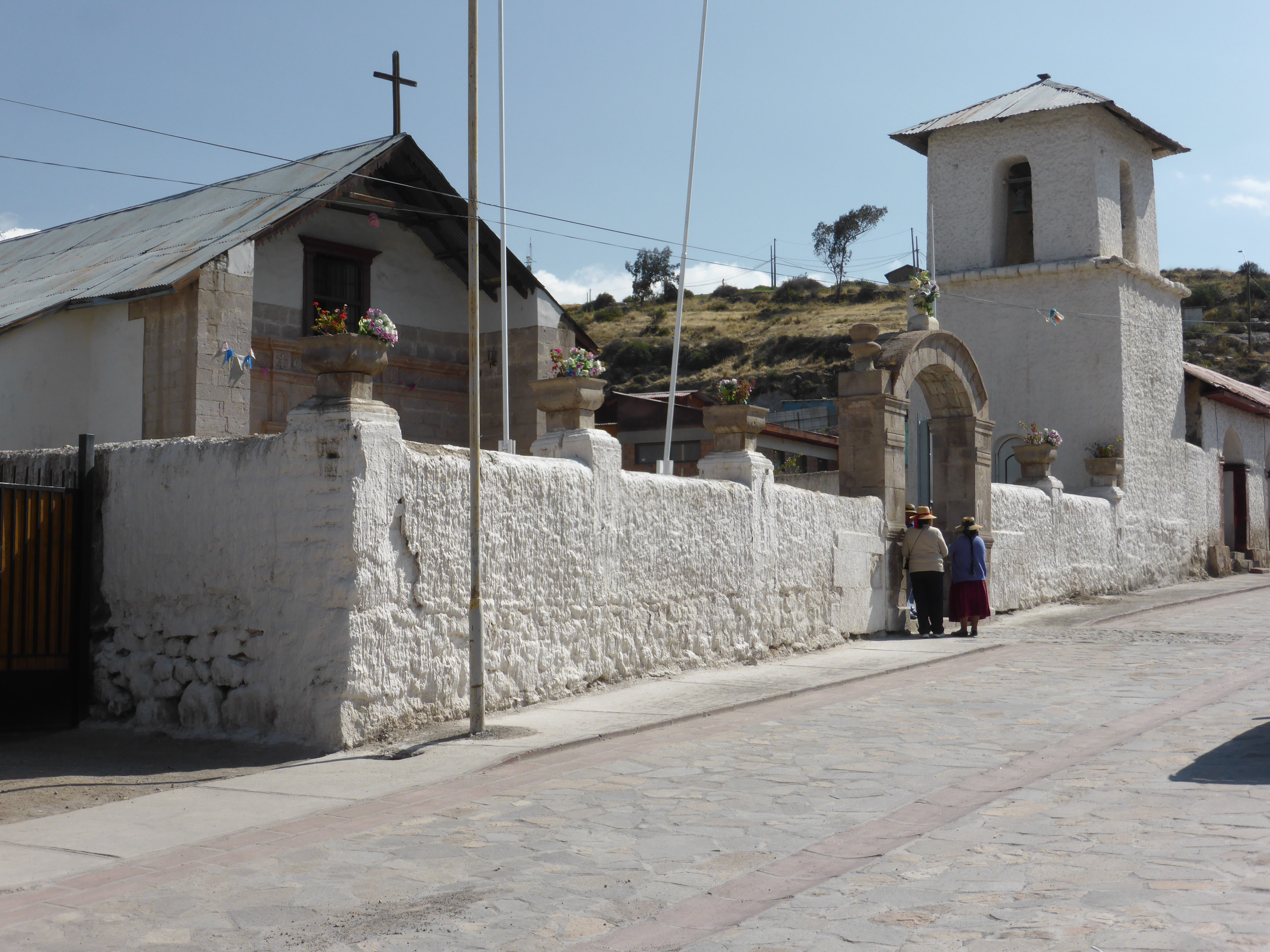
Iglesia de Putre.

La iglesia de San Ildefonso es un templo católico ubicado en Putre, Región de Arica y Parinacota, Chile. Construida a fines del siglo xix, fue declarada monumento nacional de Chile, en la categoría de monumento histórico, mediante el Decreto n.º 331, del 10 de agosto de 2015.

## Historia
La primera mención a la iglesia data de 1618, y la construcción existente data de fines del siglo xix.

## Descripción
Construida en estilo barroco andino con una fachada de estilo neoclásico, con cimientos de piedra y muros de adobe, y con techumbre de madera y cubierta de planchas de zinc. Al interior se encuentra un retablo de piedra de dos cuerpos y tres calles, levantado entre los años 1893 y 1897.
Su portada de acceso es de piedra labrada flanqueada por dos pilastras rectangulares. Sobre la puerta una inscripción dice: Trabajada esta obra en 1871. Su torre campanario se encuentra exenta.

## Galería

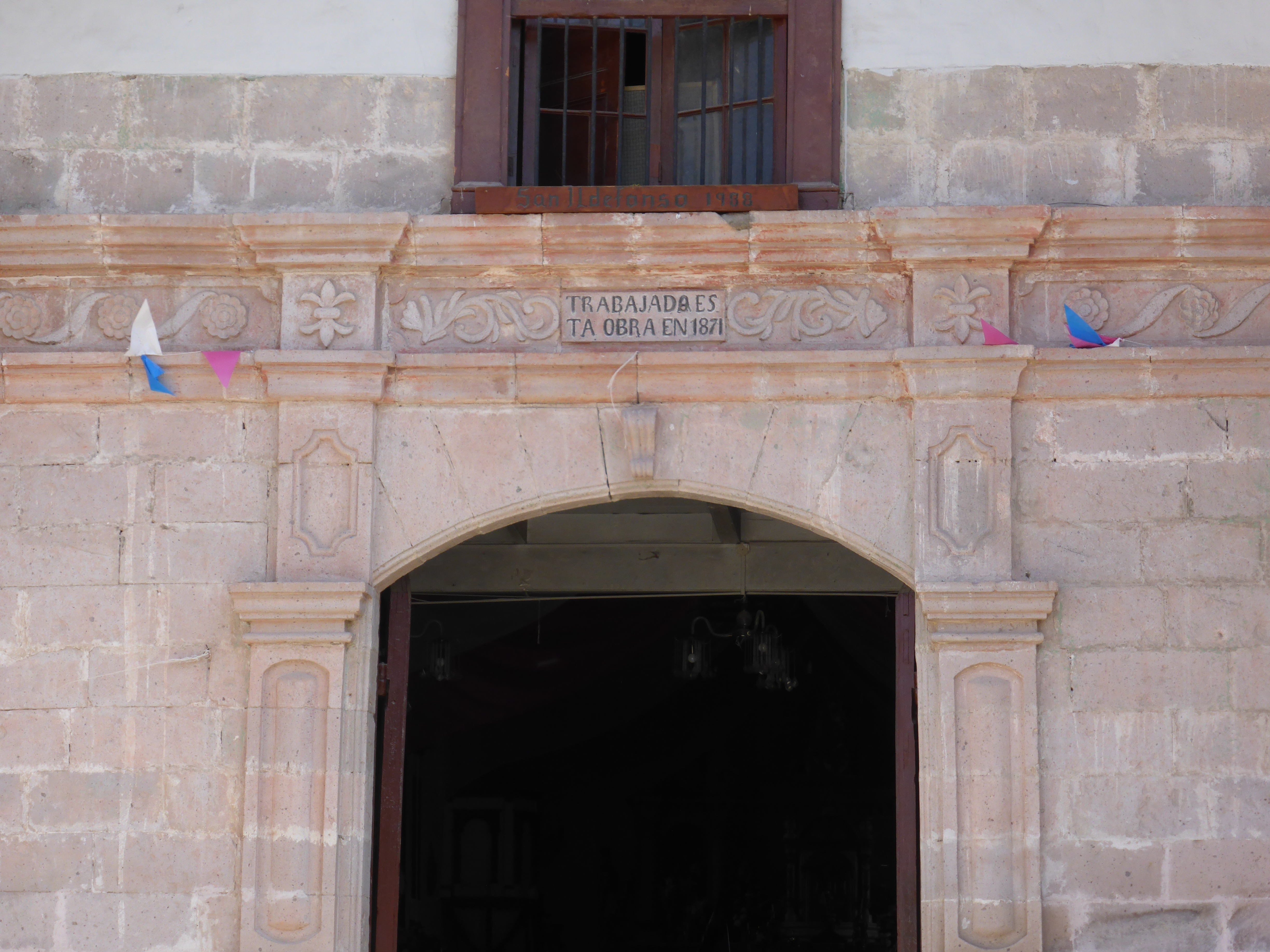
Portada del año 1871.
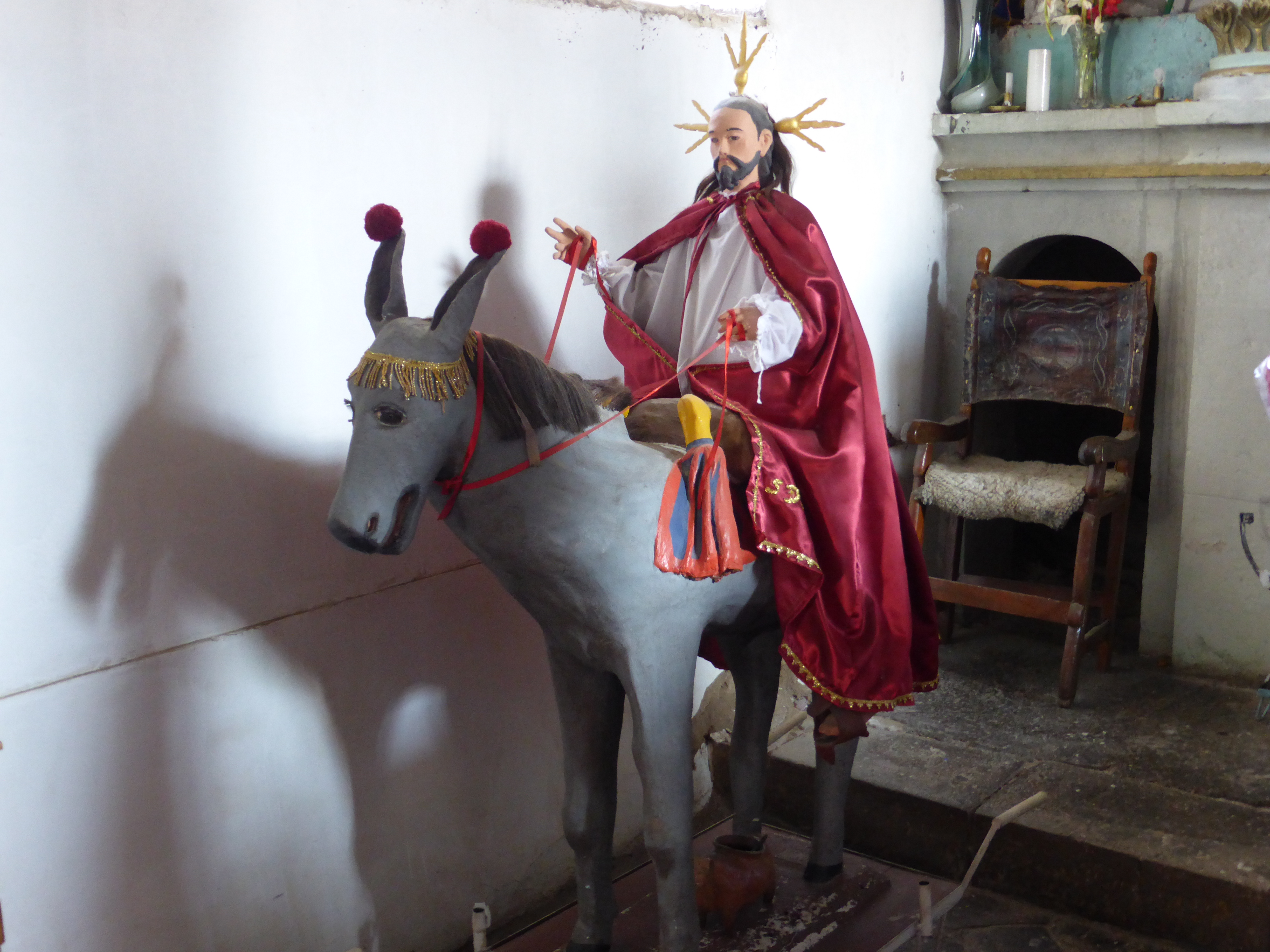
Imagen procesional en la iglesia de Putre.